# Bäst i Sverige!
Bäst i Sverige! är en svensk dramafilm som hade biopremiär i Sverige den 30 augusti 2002, i regi av Ulf Malmros.

## Handling
Filmen handlar om Marcello (Ariel Petsonk), en ung pojke som desperat försöker hitta ett sätt att inte längre vara den absolut sämsta killen i världen. Med mobbarna i skolan som ständigt tycks hitta ett sätt att trycka honom mot väggen och pappan (Michael Nyqvist) hemma, vars dröm är att hans son ska bli ett fotbollsproffs gör saken bara svårare, med tanke på att Marcelo inte vill va ett fotbollsproffs. Han har en annan dröm... han vill kunna flyga! Marcelos liv får dock en liten gnista när han hittar den palestiniska flickan Fatima (Zamand Hägg) som ger Marcello det stöd han behöver och försöker ständigt påminna honom om att han inte alls är sämst i världen... i hennes ögon är han Bäst i världen. 

## Rollista i urval
- Ariel Petsonk - Marcello
- Zamand Hägg - Fatima
- Michael Nyqvist - Giuseppe
- Anna Pettersson - Gunilla
- Ralph Carlsson - klassföreståndaren
- Amir Barghashi - Fatimas pappa
- Joel Ander - Oscar
- Pontus Stenshäll - Jesus
- Vilma Rogsten-Zammel - Sofia
- Rabih Ajami - Jamil
- Salam Al Mosawy - Nadim
- Joakim Nätterqvist - Fotbollstränaren
- Victoria Brattström - Expedit
- Erik Sundblad - Oscars kompis

### Fotnoter
1. ↑  ”Bäst i Sverige!”. Svensk filmdatabas. 30 augusti 2002. http://www.sfi.se/sv/svensk-filmdatabas/Item/?itemid=50524&type=MOVIE&iv=Basic. Läst 28 september 2016.